# قضاوت و ترور
قضاوت و ترور (فرانسوی: Le Juge et l'assassin‎) یک فیلم درام فرانسوی محصول سال ۱۹۷۶ به کارگردانی برتران تاورنیه است.